# Emilia Piękosz-Hynek

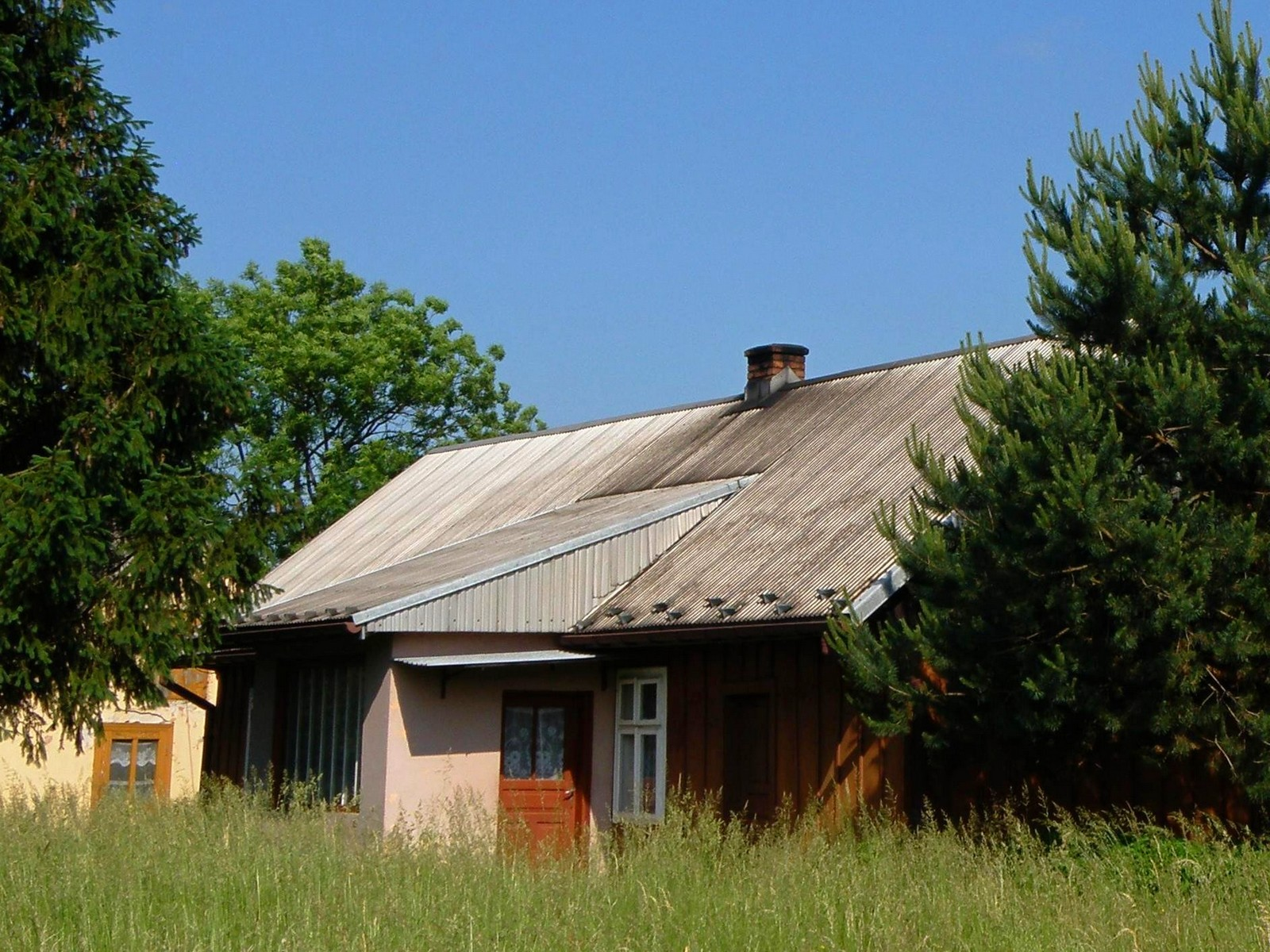
Dom rodzinny

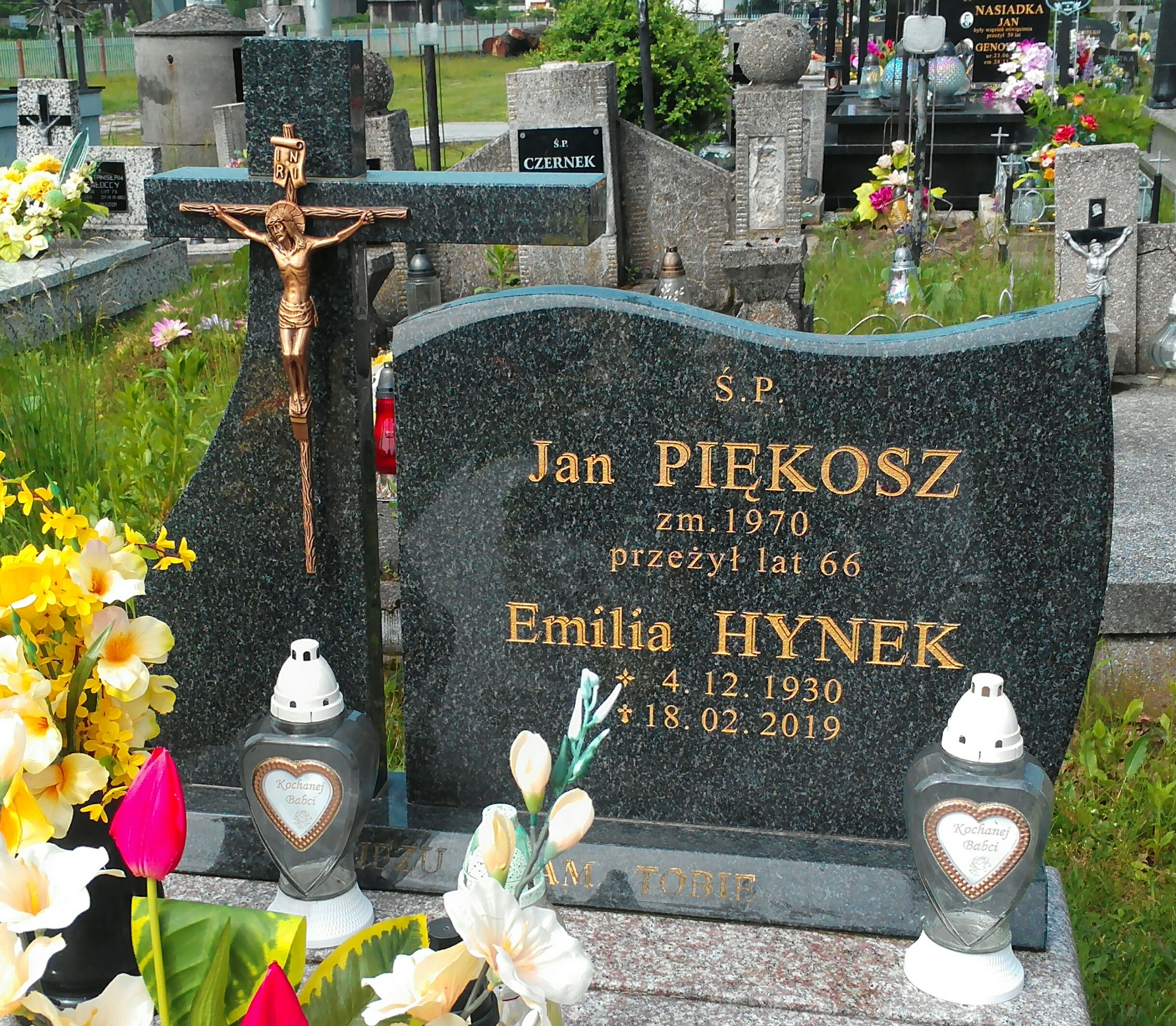
Spoczywa obok ojca

Emilia Piękosz-Hynek (ur. 11 grudnia 1930 w Borzęcinie, zm. 18 lutego 2019) – Polka, wyróżniona tytułem i medalem Sprawiedliwy wśród Narodów Świata.
Urodziła się jako Emilia Piękosz. W czasie okupacji niemieckiej jej matka, Julia, ukrywała żydowską rodzinę. Po wojnie przez 25 lat pracowała w kuchni w Zakładach Azotowych (po przekształceniach Grupa Azoty) w Mościcach  (od 1951 dzielnica Tarnowa). W 1996 wraz z matką została wyróżniona tytułem Sprawiedliwy wśród Narodów Świata (na liście jako Emilia Hynek). Była ostatnią żyjącą mieszkanką gminy Borzęcin uhonorowaną tym izraelskim odznaczeniem. Zmarła 18 lutego 2019, dwa dni później została pochowana w rodzinnym Borzęcinie.